# فرانتز لوسيفر
د. فرانتز لوسيفر شخصية خيالية هي العامل المضاد في سلسلة ما وراء الطبيعة للكاتب المصري أحمد خالد توفيق. قارئ أوراق مجري يملك القدرة على قراءة الأفكار، وصاحب نفوذ غامض المصدر في جانب النجوم. يتأرجح لوسيفر بين كونه بشراً، وبين كونه كائناً شيطانياً فائق القدرات، وبرغم أن السلسلة تقدمه كشخصية شريرة إلا أنه يظهر من حين لآخر كمنقذ.
ظهور لوسيفر محدود في السلسلة، فلم يظهر بشخصه إلا ثلاث مرات؛ في نيويورك، وفي هالماجيو
، وفي جانب النجوم. ورُوي عنه في كثير من روايات السلسلة باعتباره صاحب صلات في عالم ما وراء الطبيعة، وباعتباره الشرير الرئيسي الذي يواجهه بطل السلسلة رفعت إسماعيل. وفي أسطورة صندوق بندورا، حضر لوسيفر عن طريق صندوق بندورا الذي أرسله إلى إسماعيل محاكياً حكاية صندوق بندورا في الأساطير الإغريقية.

## لوسيفر في السلسلة
ظهر لوسيفر لأول مرة في السلسلة في حلقة الرعب الثانية، حكايات التاروت ، وكان هو بطل الحلقة، حيث اعتمد على موهبته في قراءة أوراق التاروت لرواية حكاية كل فرد من الجالسين في حلقة التاروت، وتنبأ لكل منهم بنهاية مخيفة، مشجعاً الحاضرين على ارتكاب جرائم للخلاص من النهايات الفاجعة التي كانت تنتظرهم. وقبل ظهوره الأول، أخبر رفعت إسماعيل أنه سيكون هو بطل الحلقة العشرين، وسيكون التعامل معه أول تعامل له مع عالم الشر.
كانت لتنبؤات لوسيفر بشأن رفعت إسماعيل شأن كبير من الصحة، وأدت إلى تعرف الأخير على شعب الأطياف، ومعرفته بأن للوسيفر اتصالاً بهم. كما أدت قراءته لحادثة سرقة فتيش زوجة هاري شيلدون إلى محاولته استرداده، الأمر الذي قاده إلى خوض مغامرة معقدة لاستردادها.
فيما بعد، ذُكر لوسيفر مراراً في السلسلة باعتباره صاحب حضور خاص وقدرات غير عادية، حتى ظهر مجدداً في أسطورة دماء دراكيولا ليقوم بمنع الشاحبين من قتل رفعت إسماعيل وصديقه جوستاف فيكولسو، ويشهد محاولة إسماعيل تدمير فتحة عبور فلاد الوالاشي إلى الأرض. ولم يظهر لوسيفر بعدها حتى احتال على رفعت إسماعيل وقاده إلى جانب النجوم، وفي جانب النجوم أنقذه من الموت على يد روكيان الأماسي ليسمح له بالعودة إلى الأرض باعتباره أكثر الحاضرين إثماً.
اختفى لوسيفر حتى عاد في أسطورة صندوق بندورا عن طريق الصندوق الذي أرسله إلى إسماعيل معيداً تمثيل أسطورة صندوق بندورا الإغريقية، وبرغم أنه لم يظهر بشخصه إلا أن رسائله كانت حاضرة.

## طبيعة لوسيفر
توحي السلسلة بأن لوسيفر تجسيد للشيطان على الأرض. وعند ظهوره الشخصي الأول في 1968، يُشكك رفعت إسماعيل في المعلومات التي ذكرها لوسيفر عن نفسه باعتباره مواطناً مجرياً مستشهداً برد سفارة المجر عن كونها لا تعرف مواطناً مجرياً بهذا الاسم، كما يستشهد باسم لوسيفر نفسه الذي يدل على الشيطان. غير أن لوسيفر يرد في العام 1971 على تشكيك إسماعيل بتحديد محل ميلاده في قرية بوكوفينا المتأرجحة بين المجر ورومانيا، والتي استقرت أخيراً كجزء من الأراضي الرومانية، ويعلن أنه يعتبر نفسه مجرياً بغض النظر عن انضمام بوكوفينا إلى رومانيا، الأمر الذي قد يفسر عدم اعتراف سفارة المجر بمواطنته لها.
في عام غير مُحدد، يُوقع لوسيفر بإسماعيل ليعبر إلى جانب النجوم، وفي جانب النجوم يكتشف إسماعيل سيطرة لوسيفر الهائلة على سادة جانب النجوم، وسريان حكمه على كل مخلوقات جانب النجوم، ما يؤكد طبيعته الشيطانية الغامضة، بالإضافة إلى الإيحاء الذي يقدمه خوفه من البرق حين يتنكر بشكل شيخ يصاحب رفعت إسماعيل في رحلته الطويلة.
يُقدم لوسيفر نفسه دائماً باعتباره عالماً دون أي إشارة إلى قدراته الغرائبية، ودون تقديم أي إيحاء يشي بمعرفته للكائنات والعوالم الغرائبية. يتحدث بشكل مستمر عن ثنائية الخير والشر والمانوية، كما أنه يتحدث عن قراءة كارل يونغ للنفس، وعن التاريخ والأساطير، الأمر الذي يقربه من الصورة البشرية.
ظهر تلميح في جزئي «حامل الضياء» لكون د. لوسيفر ابن للشيطان ذاته.

## سمات لوسيفر الشخصية
بحسب الوصف الذي يقدمه له رفعت إسماعيل، فإن لوسيفر طويل القامة ونحيل، شعره أسود طويل، وعيناه سوداوان نافذتان تمتلكان تأثيراً منوماً مغناطيسياً. يرتدي السواد الدائم، ويوحي بأن كل ما فيه أسود. يرتدي قلادة ذهبية ضخمة، وعدداً هائلاً من الخواتم الماسية، كما يرتدي قرطاً ماسياً.
بحسب رفعت إسماعيل أيضاً، فإن صوت لوسيفر يوحي بأنه أسود، الأمر الذي يؤيده مدرس العلوم الروماني بيلاسكو. يشبه صوت لوسيفر صوت ببر راضٍ عن نفسه، ويمتاز بجاذبيته التي تجعل السامع يشتاق لسماعه أكثر.
لا يفهم لوسيفر المزاح، ويأخذه بجدية تامة. وبرغم ذلك فإنه يبحث عن التسلية دائماً، فيستخدم تأثيره الطاغي في إيقاع ضحاياه في مشاكل عن طريق إيحاءاته، كما ينقذ رفعت إسماعيل من الموت لأن الحياة ستصبح مملة من دونه.
يميل إلى استخدام اللغة والتشبيهات الشعرية، وتحيته الشهيرة هي: «بك أسعد، ولك قلبي يطرب»، كما أنه يتحدث عن الجانب المظلم من القمر، ويشير إلى الآخرين باعتبارهم «الفانين».
له ابن واسمه خيرياسوس المدوّن 

## هو وخريولسن
يُخبر طيفا أشتا رفعت إسماعيل أنهم يدعون لوسيفر بـ (هو)، كما يوجد من يدعونه خريولسن ، وفيما بعد يقول إسماعيل للوسيفر أن إنفرنوس التي تحولت إليها بوكوفينا جديرة بأن يتنزه فيها خريولسن ذاته. وفي موضعين من السلسلة يبدأ رفعت إسماعيل رواية مغامرته مع باب خريولسن والتي يصفها بأنها فاجعة وأدت إلى تحرير خريولسن المحبوس، ثم يحدث ما يعيقه عن رواية الحكاية. فإذا صح زعم طيفي أشتا بأن خريولسن هو لوسيفر، وصح أن رفعت إسماعيل هو من هدم باب خريولسن، فإنه يكون من حرر خريولسن.
يُناقض هذا الزعم أن لوسيفر لم يُشر إلى نفسه بغير اسم لوسيفر في السلسلة. كما أن رفعت إسماعيل لم يميزه في نيويورك، الأمر الذي يشير إما لإخفائه المعلومات عن قرائه، أو خطأ الزعم بأن لوسيفر هو خريولسن ذاته.

## هوامش
1. 1 2 3 4  أحمد خالد توفيق، د. حكايات التاروت. ما وراء الطبيعة - 20. روايات مصرية للجيب. المؤسسة العربية الحديثة.
2. 1 2 3 4  أحمد خالد توفيق، د. أسطورة دماء دراكيولا. ما وراء الطبيعة - 35. روايات مصرية للجيب. المؤسسة العربية الحديثة.
3. 1 2  أحمد خالد توفيق، د. في جانب النجوم. ما وراء الطبيعة - 50. روايات مصرية للجيب. المؤسسة العربية الحديثة.
4. ↑  أحمد خالد توفيق، د. أسطورة حلقة الرعب. ما وراء الطبيعة - 10. روايات مصرية للجيب. المؤسسة العربية الحديثة.
5. ↑  أحمد خالد توفيق، د. أسطورة صندوق بندورا. ما وراء الطبيعة - 62. روايات مصرية للجيب. المؤسسة العربية الحديثة.
6. ↑  أحمد خالد توفيق، د. أسطورة شبه مخيفة. ما وراء الطبيعة - 73. روايات مصرية للجيب. المؤسسة العربية الحديثة.
7. ↑  أحمد خالد توفيق، د. أسطورة عدو الشمس. ما وراء الطبيعة - 21. روايات مصرية للجيب. المؤسسة العربية الحديثة.
8. ↑  أحمد خالد توفيق، د. وراء الباب المغلق - 40. روايات مصرية للجيب. المؤسسة العربية الحديثة.
9. ↑  أحمد خالد توفيق، د. المتحف الأسود. ما وراء الطبيعة - 60. روايات مصرية للجيب. المؤسسة العربية الحديثة.
10. ↑  استخدم لوسيفر اسم فينوس ليدل على نفسه في أسطورة صندوق بندورا، والاسمان يحملان نفس المعنى.